# Olofström (comuna)
Olofström (em sueco: Olofströms kommun) é uma comuna da Suécia localizada no condado de Blekinge, no sul do país.                                                                                                                             
Embora seja a única comuna de Blekinge sem contacto com o mar, existem no seu território mais de 200 lagos e na própria cidade de Olofström convergem três rios.

Possui 390 quilômetros quadrados e segundo censo de 2022, havia 13 159 habitantes.
Sua capital é a cidade de Olofström. 

## Localidades principais
Localidades com mais população da comuna (2022):

| # | Localidade |
| - | ---------- |
| 1 | Olofström  |
| 2 | Jämshög    |
| 3 | Kyrkhult   |
| 4 | Vilshult   |
| 5 | Gränum     |

## Património turístico
Alguns pontos turísticos mais procurados atualmente são: 
- Ebbamåla bruk (Antiga fábrica de ferro, transformada em centro de turismo de ambiente fabril; café, loja e pousada para viajantes)

Comuna de Olofström
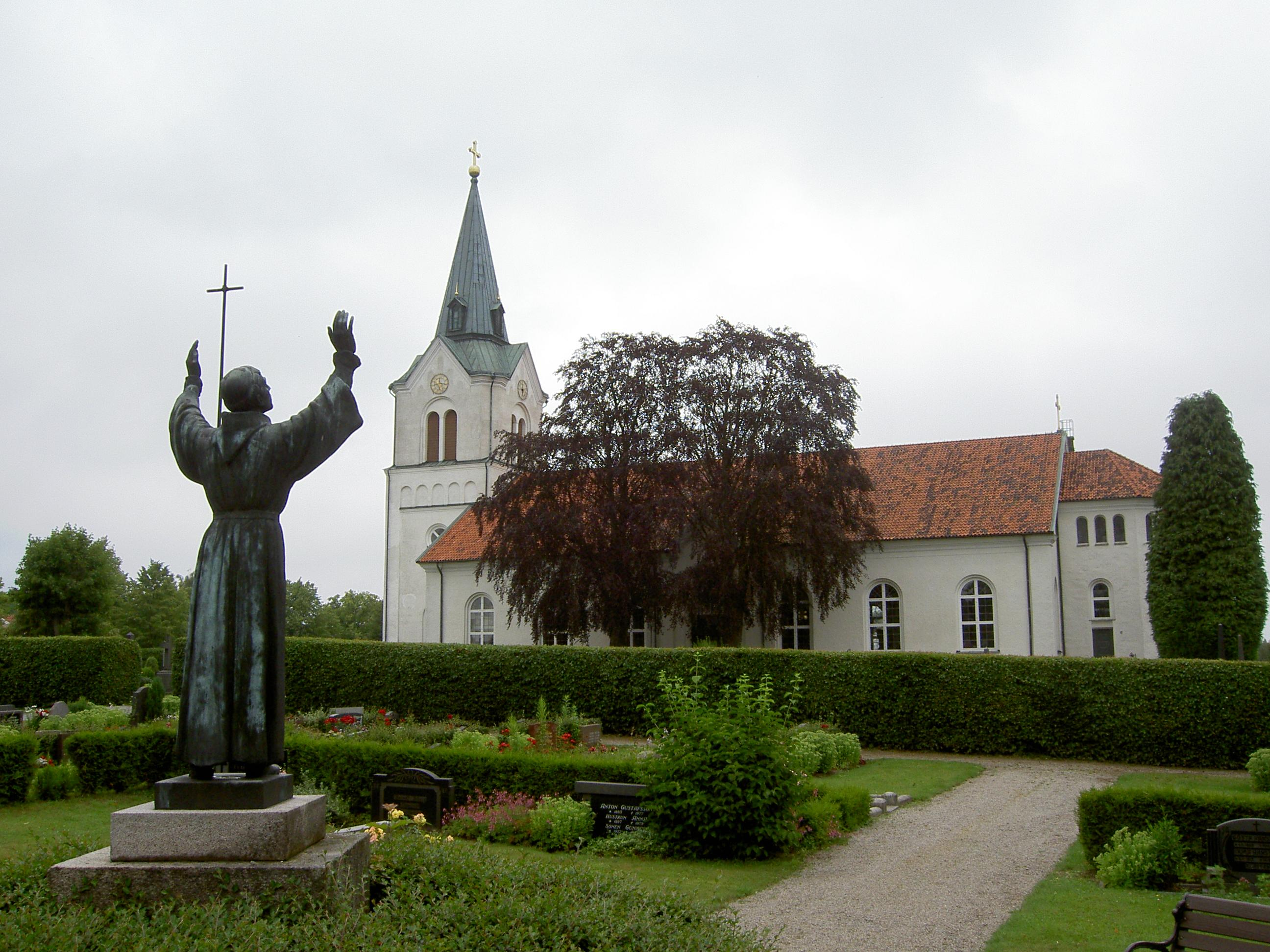
Igreja de Kyrkhult
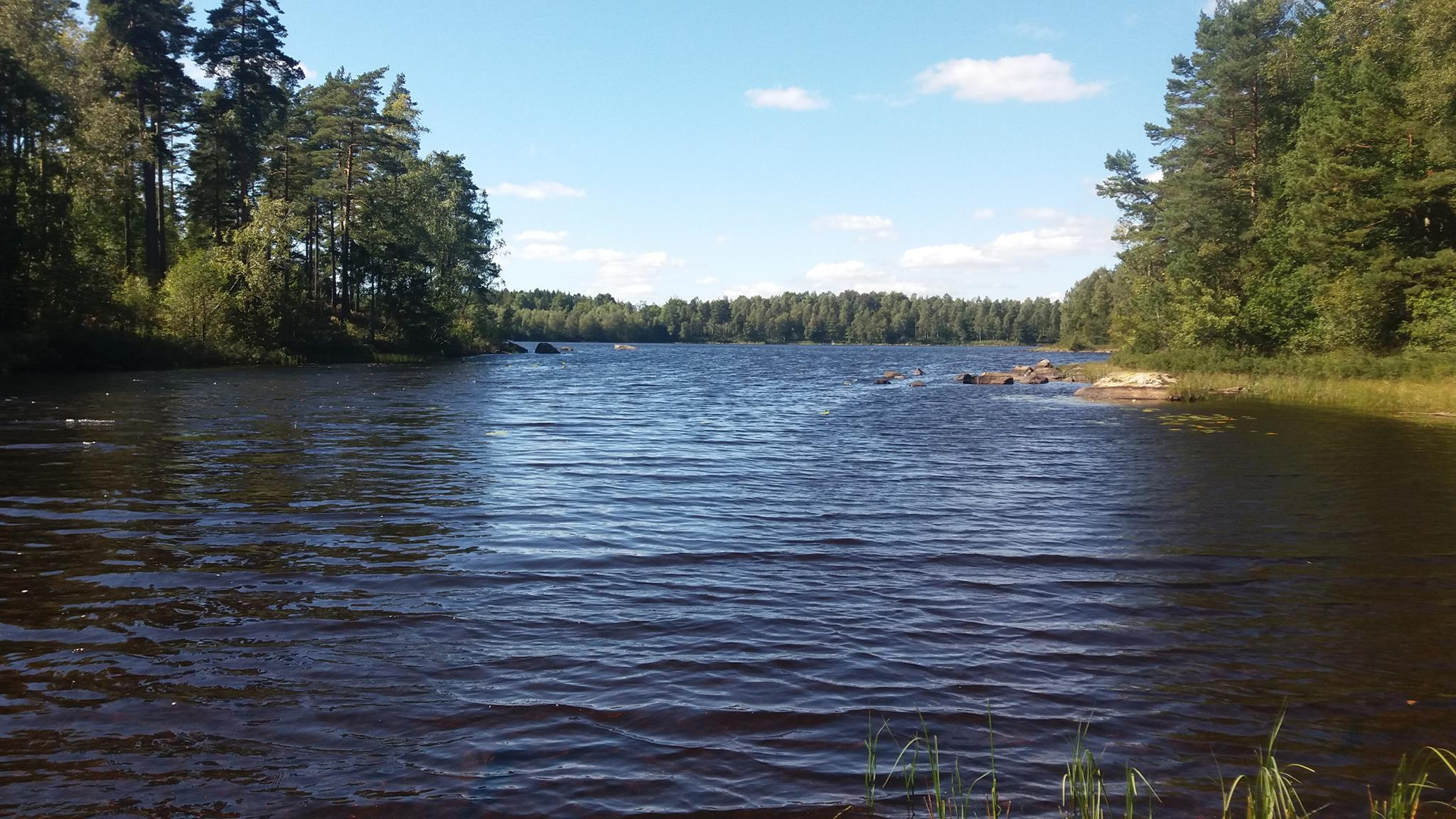
Lago Södersjön
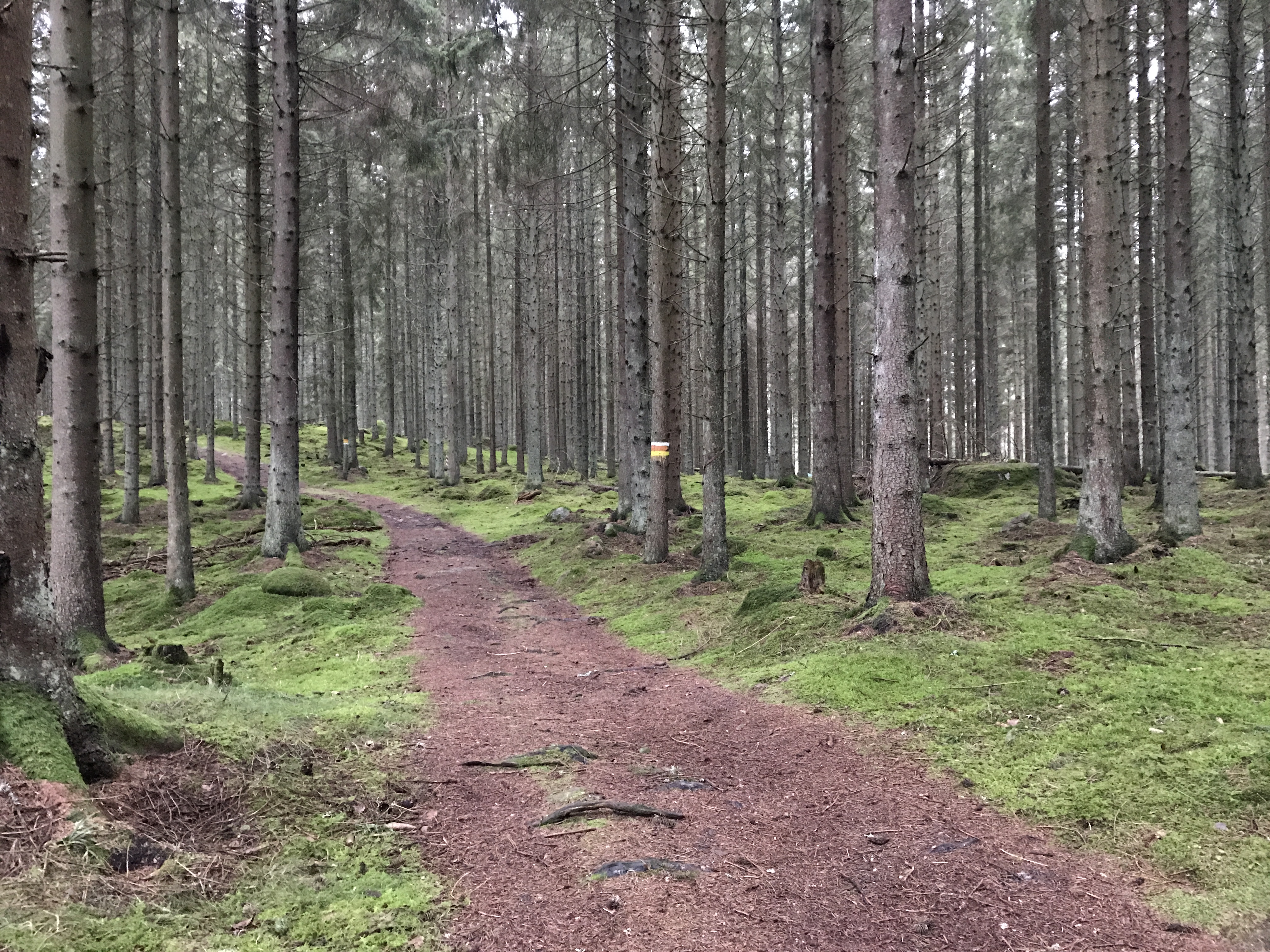
Reserva natural de Halen
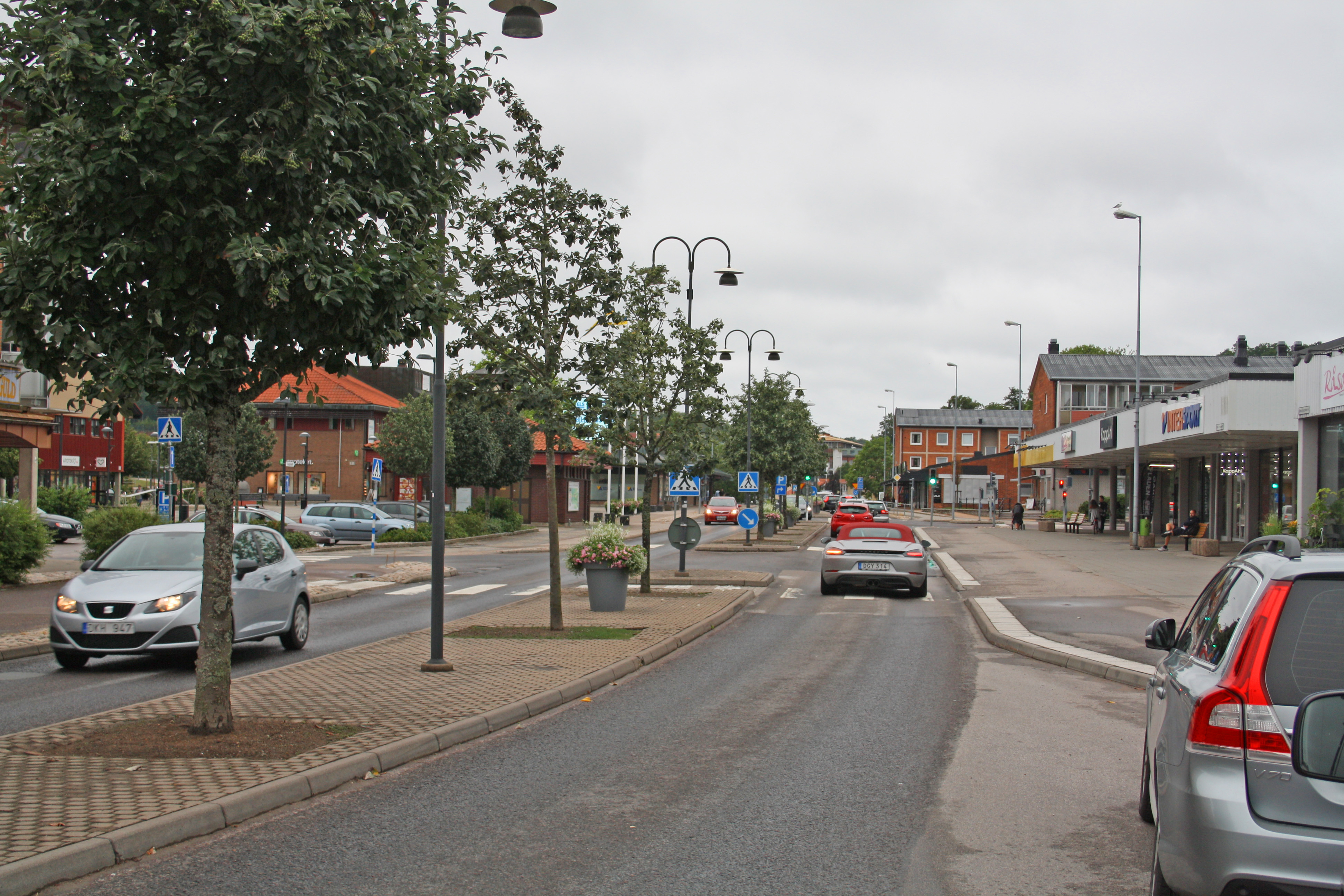
A rua Östra storgatan em Olofström